# Eristalis kyokoae
Eristalis kyokoae är en tvåvingeart som först beskrevs av Arika Kimura 1986.  Eristalis kyokoae ingår i släktet slamflugor, och familjen blomflugor. Inga underarter finns listade i Catalogue of Life.